# Земский собор 1598 года
Земский собор 1598 года — земский собор (совещание) по выбору на царствование Бориса Фёдоровича Годунова. На соборе шёл вопрос не только о выборе порядка престолонаследия, но и о выборе династии на царствование. Претендентами на престол были: 
- князь Фёдор Мстиславский;
- воевода Фёдор Романов;
- дворянин Александр Романов (брат Фёдора Романова);
- воевода Богдан Бельский.

Самым серьёзным конкурентом Годунову население считало Фёдора Романова.

## Предыстория

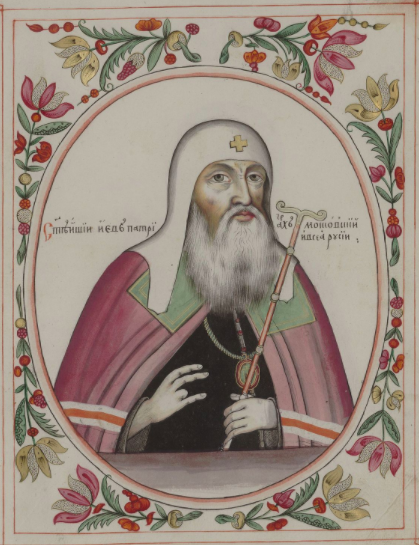
Патриарх Иов

После смерти сына Ивана Грозного в 1584 году на престол взошёл его сын, последний из Рюриковичей — Фёдор Иванович (1584—1598), который по своей смерти не оставил преемника, вверяя всё Божьей воле. Борис Годунов объявил подданным, что Государь оставил царствовать свою супругу Ирину Фёдоровну (сестра Бориса Годунова), а советниками при ней состоят — патриарх Иов, двоюродный брат царя Фёдор Никитич Романов и сам Борис Годунов.
На девятый день после кончины Фёдора Ивановича его вдова объявила, что отказывается от царства и удаляется в Новодевичий монастырь, приняв монашеский постриг. Боярская дума, дворяне и граждане уговаривали царицу не покидать престол, но Ирина Фёдоровна была непреклонна в своём решении, оставляя власть боярам и патриарху до решения Земского собора в Москве. Земский собор должен был состояться через шесть недель (Сороковины) после смерти царя Фёдора Ивановича. Борис Годунов продолжал жить с сестрой в монастыре, а государством управляла Боярская дума.
Противники Годунова, ввиду невозможности явной борьбы с ним, пустили в ход слухи, клевету и интриги. Одной из основных было, то, что Мстиславские и Шуйские были отравлены по приказу Годунова и даже загадочная смерть царевича Дмитрия Углицкого, была приписана козням Годуновых. Противники Годуновых не щадили красок, чтобы очернить его в глазах современников, и старания их были настолько успешны, что долгое время видели в Годунове коварного интригана и злодея.

## Земский собор
Собор начал свою работу 17 февраля 1598 года и на нём присутствовало более 500 человек. Кроме знатных московских бояр и вельмож, чуждых и враждебных Борису Годунову, на нём были выборные из разных областей России, у которых Годунов имел большую популярность. Собор по характеру представительства был аристократическим и столичным, поддерживающий на царство Фёдора Романова. Патриарх Иов, поддерживающий Годунова, доложил собору, что Государь умер, не оставив наследника, его вдова и Годунов отказались принять венец Мономаха. Патриарх также ознакомил всех с мнением Московского собора, состоявшегося на патриаршем подворье, о передаче власти Годунову, имевшему на это время сложный титул «начальный боярин и советник царского величества, правитель, слуга и конюшенный боярин, дворцовый воевода и содержатель великих государств — царства Казанского и Астраханского», так как нет в России более достойного боярина, чтобы править государством. В дипломатических делах он приобрёл право личного участия в сношениях с другими государствами. Собор согласился с предложением московских бояр и патриарха.
В первый же день, после речи патриарха, собор принял решение: «неотложно бить челом государю Борису Фёдоровичу, а опричь государя Бориса Фёдоровича на государство никогоже не искати».
На следующий день весь Земский собор молился в церкви Успения, и так продолжалось ещё два дня. Годунов отказывался от царского венца, патриарх и высшее духовенство грозили ему отлучением от церкви за несогласие с решением собора. Лица, присутствовавшие на соборе, московский народ с крестным ходом и песнопением отправляются 20 февраля к Новодевичьему монастырю, где заперлись Ирина и Борис Годуновы. В происходящее вмешалась царица-инокиня Ирина, она благословила брата Бориса на царствование и только тогда он дал согласие. Патриарх прямо в монастыре благословил Годунова и нарёк царём. Приговорная грамота собора гласила, что если кто будет искать иного Государя: «известите на того изменника». Торжественный въезд нового государя в столицу состоялся 26 февраля 1598 года. В Московском кремле патриарх Иов проводил Годунова в Успенский собор и там благославил на царство во второй раз. По замыслу руководства Земского собора, богослужение в Успенском соборе, традиционном месте коронации государей, должно было окончательно утвердить Бориса Годунова на троне. Торжественная церемония не достигла цели, так как Годунов не мог принять венец без присяги в Боярской думе, которая не торопилась с выражением верноподданнических чувств.
В начале марта 1598 года патриарх вновь вызывает к себе соборные чины. Деятельность собора в марте сосредоточилась в значительной мере на вопросе о дальнейшем способе проведения. Годунов впервые созвал Боярскую думу 19 марта 1598 года для решения вопросов не терпящих отлагательств, таким образом он приступил к выполнению функции самодержца. Проживал он в монастыре и не спешил с переездом в государевы хоромы, чтобы не спровоцировать оппозицию на открытые выступления. Патриарху с соборными людьми пришлось третий раз идти в монастырь крестным ходом. Вместе с верными боярами и дворянами патриарх просил немедленно переехать в царствующий град, на что Годунов вновь отрёкся от трона. Отказ вновь вынудило патриарха обратиться к царице-инокине за указом. Сестра без промедления повелела ехать в Кремль и короноваться. Патриарх не мог короновать претендента без боярского приговора, а руководители Думы продолжали упорствовать, необходимый боярский приговор был заменён указом постриженной царицы.

Симеон Бекбулатович

Вторично в столицу на царство Годунов выехал 1 апреля 1598 года и церемония повторилась во всех деталях. Оппозиция не унималась, Романовы и Мстиславские отказались от трона и выдвинула на царство единого кандидата на престол Симеона Бекбулатовича, уже занимавшего царский трон при Иване Грозном. Благословение на трон Иваном Грозным давало большие преимущества Симеону перед «худородным» Годуновым и могло препятствовать его коронации. Бояре рассчитывали сделать обиженного на Годунова Симеона Бекбулатовича послушной игрушкой в своих руках. Годунов постарался помешать работе Думы под предлогом возникшей угрозы татарского вторжения и после 20 апреля лично возглавил поход на татар. К началу мая полки были собраны и оппозиция встала перед выбором — либо занять высшие командные посты в армии, либо отказаться от участия в обороне границ и навлечь на себя обвинения в измене. Простояв с армией 2 месяца под Серпуховым, Годунов добился дипломатических успехов. Крымские послы явившиеся с предложением о мире признали за ним царский титул, а английская королева официально поздравила его с восшествием на престол, что помогло заглушить голос оппозиции. Бояре стали обращаться к нему за решением местнических тяжб, тем самым признав его верховенство. Сам новый царь удовлетворил самолюбие главных оппозиционеров, вверив им командование армией, щедро потчивал их одаряя дорогими подарками и землями.
В связи с большим количеством противников в боярской среде Годунов нарушил вековой обычай давать присягу в зале заседаний Боярской думы в церемонии, которой могли участвовать только старшие бояре, и перенёс её в церковь, где распоряжался патриарх. Москва целовала крест и была приведена к присяге в конце июля—августе 1598 года. Царская грамота об избрании на царство Бориса Годунова была окончательно подписана только 1 августа 1598 года. Власти 1 сентября организовали четвёртый крестный ход в Новодевичий монастырь. Борис Годунов, заранее прибывший в монастырь, в итоге нового моления милостиво согласился венчаться на царство «по древнему обычаю».

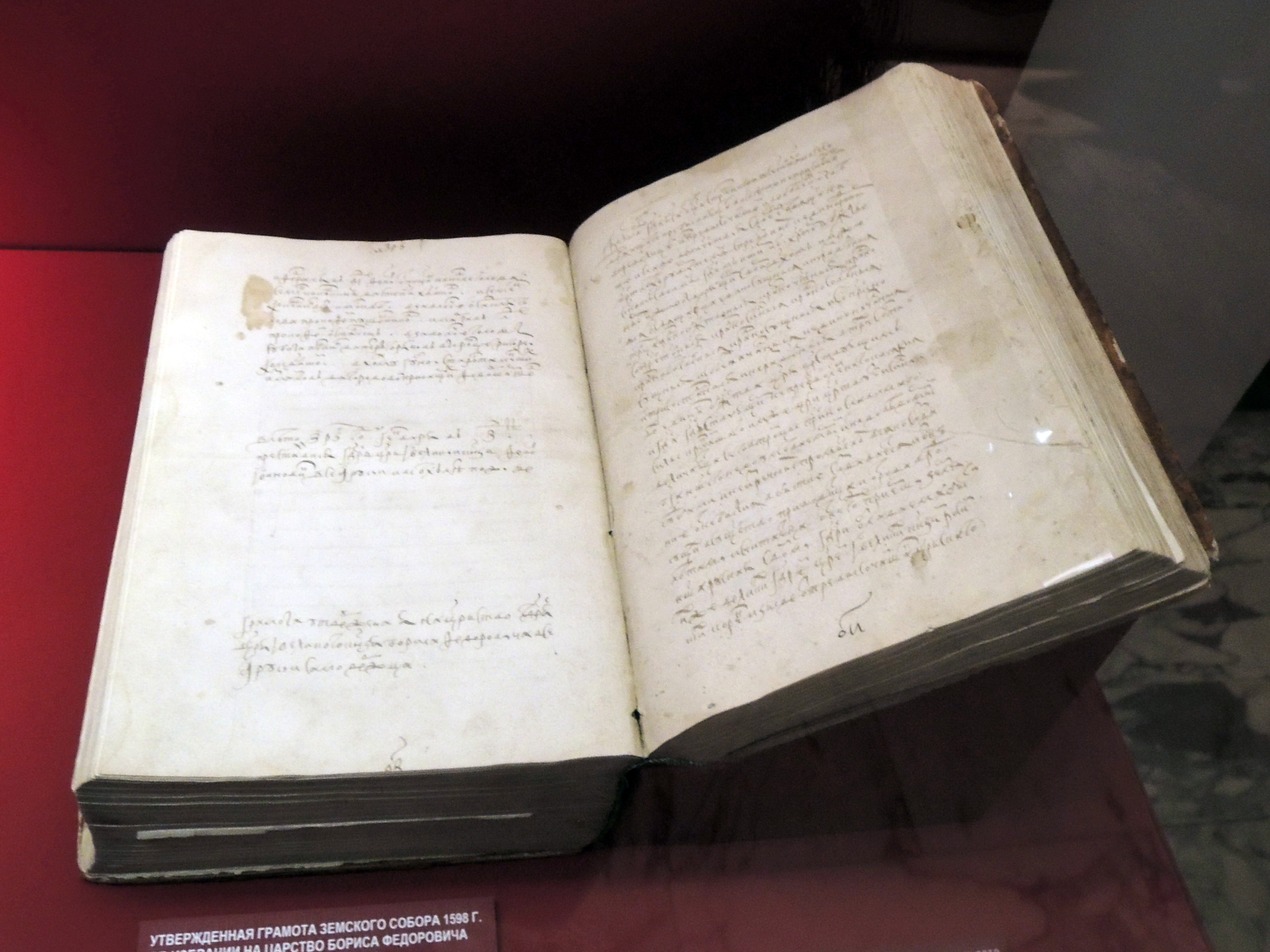
Утвержденная грамота Земского собора 1598 года об избрании на царство Бориса Федоровича Годунова (Плещеевский список). Москва, январь-февраль 1599 (список 1620-х гг.). РГБ.

Для устранения последних сомнений в конце 1598 года власти опять созвали в Москве Земский собор и представили ему на рассмотрение новую утвердительную грамоту о воцарении Бориса Годунова. Помимо членов Думы, правительство привлекло для участия в соборе значительную часть московского дворянства, дворцовые чины, стольников, стряпчих, жильцов, стрелецких голов и приказную бюрократию. Таким образом, законность решений Земского собора 1598 года уже не вызывала сомнения.

## Состав собора
Преобладающим составом являлись военно-служилые — 267 человек, духовенство — 109 человек, боярская дума — 53 человека, дьяки московских приказов — 30 человек, дворцовые чины — 18 человек, гости — 21 человек, старосты и сотские от московского купечества — 15 человек. Всё лица близкие к администрации, которой во времена царствования Фёдора Ивановича управлял Годунов и имел у них поддержку.
Историки расходятся в оценке количества людей, присутствующих на соборе: Николай Карамзин насчитал 500 избирателей, Сергей Соловьёв — 474, Николай Костомаров — 476, Василий Ключевский — 512, современная исследовательница Мордвинова — более 600. Данное расхождение вызвано тем, что было не одно, а два постановления об утверждении Годунова в царском чине (июль и август 1598 года).

## Историки о соборе
Шуйский

 Чем кончится? Узнать немудрено:

 Народ еще повоет да поплачет,

 Борис еще поморщится немного,

 Что пьяница пред чаркою вина,

 И наконец по милости своей

 Принять венец смиренно согласится,

 А там — а там он будет нами править

 По-прежнему.
Историки Иван Беляев и Николай Костомаров считали этот собор игрушкой в руках Бориса Годунова и недостойной комедией. По выражению Николая Карамзина, то было «театральное действие», в котором Годунов и патриарх Иов проявили себя талантливыми лицедеями. Василий Ключевский видит в соборе 1598 года первых представителей по выбору местных обществ. Состав этого собора Ключевский признаёт однородным с составом Земского собора 1566 года, на основании представительства и значению представителей, в огромном большинстве призванных, а не избранных на собор, но в массе представителей, явившихся на собор в силу своего должностного положения во главе служебных или торгово-промышленных организаций. Ключевский различает группу дворян, названных в перечне соборных участников общим наименованием «из городов выбор», в количестве 34 человека. Слово «выбор» в приложении к служилым людям тогда могло означать «не выборные от городского дворянства», а «отборные из состава от городского дворянства». Некоторое количество таких «отборных» дворян призывались в то время из городов на постоянную столичную службу, на срок до трёх лет. Ключевский, рядом соображений подводит к тому, что эти 34 человека были «выборные депутаты провинциального дворянства, а не провинциальные дворяне выборного чина, прямо призванные на собор по должностному положению», какое они занимали на момент призыва.